# 喜樂館 (京城府)
喜樂館（きらくかん、朝: 희락관、ヒラックァン）は、かつて存在した日本統治時代の朝鮮の映画館である。1915年（大正4年）9月、日本が統治する朝鮮の京城府本町1丁目（現在の大韓民国ソウル特別市中区忠武路1街）に有樂館（ゆうらくかん、朝鮮語: 유락관、ユラックァン）として開館する。1918年（大正7年）には喜樂館と改称したが、第二次世界大戦末期の1945年（昭和20年）に火災により全焼、閉館した。新漢字表記喜楽館。戦前の京城日本人街につくられた映画館のうち、最高の興行収入を上げた映画館として知られる。

## 沿革
- 1915年3月 - 有樂館として開館[1][2]
- 1919年 - 喜樂館と改称[1]
- 1945年 - 火災により全焼、閉館[9]

## データ
- 所在地 : 朝鮮京城府本町1丁目38番地
  - 現在の大韓民国ソウル特別市中区忠武路1街24番地 明洞ミリオレの位置[10]

北緯37度33分40.59秒 東経126度59分4.3秒 / 北緯37.5612750度 東経126.984528度
- 経営 : 
  1. 新田商会 （代表・新田耕市、1915年 - 1917年[1]）
  2. 早川演芸部 （代表・早川増太郎、1917年 - 1919年[1]）
  3. 萬國活動写真・日活 （1919年[1]）
  4. 横田商会・新田商会 （1925年[2]）
  5. 松田正雄 （1926年[3] - 1929年[4]）
  6. 日活 （経営・松田正雄、1930年[5]）
  7. 間島梅吉 （1940年代[7][8]）
- 構造 : 木造四階建・洋館、350坪（約1,157.0平方メートル）[2]
- 観客定員数 : 1,300名（1925年[2] - 1927年[3]） ⇒ 950名（1929年[4]・1930年[5]） ⇒ 1,050名（1942年[7]・1943年[8]）

## 概要

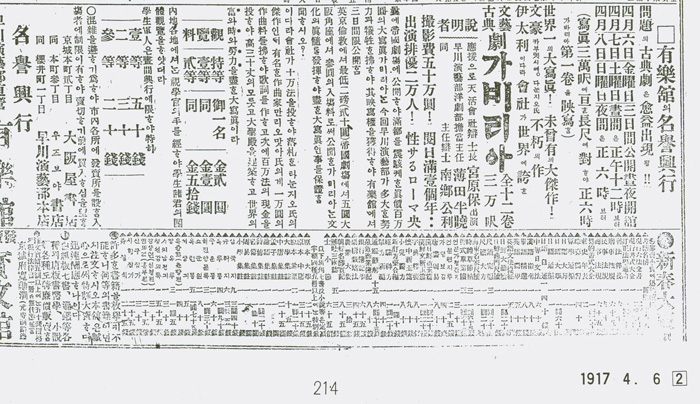
同館の『カビリア』公開広告、毎日申報、1917年4月6日付。

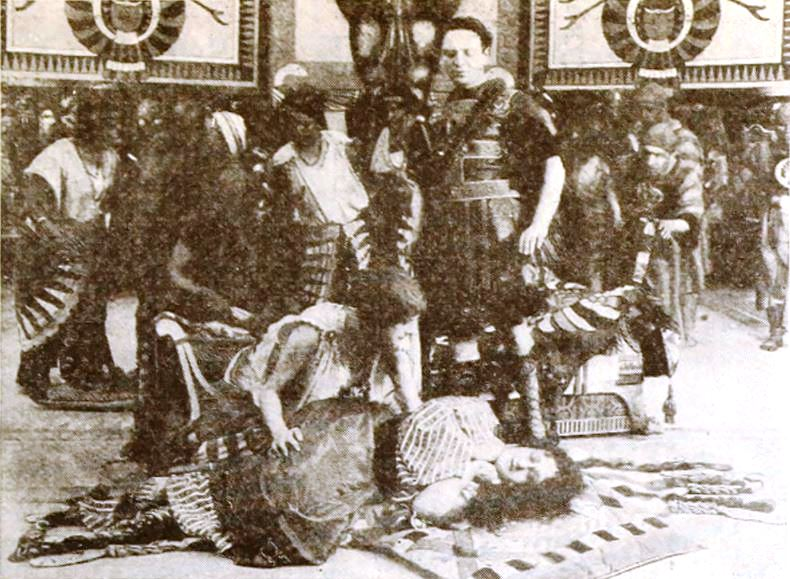
同館で公開された『カビリア』の1シーン。

1915年（大正4年）3月、日本が統治する朝鮮の京城府本町1丁目38番地（現在の大韓民国ソウル特別市中区忠武路1街24番地）に有樂館として開館した。同地の正面には、翌年に三越呉服店京城出張所が竣工、同店がのちに朝鮮銀行本館前（現在の新世界百貨店の位置・建物）に移転するまで存在した。350坪（約1,157.0平方メートル）の面積をもつ木造四階建の洋館であり、当時の金額で10万円（1915年）の巨費を投じて建築された。開館当時の所有者・経営者は新田兄弟と呼ばれる新田耕市ら兄弟による新田商会で、日活と契約を結んで朝鮮における代理店となり、日活の配給作品を同館で公開したり、朝鮮の他の映画館に配給する業務を行った。新田商会は、当時すでに同府内に大正館（櫻井町1丁目、1912年開館）、第二大正館（かつての京城高等演藝館、黄金町2丁目、1910年開館）を経営していたが、同館を開館する直前に後者を閉館している。当時の同館の興行系統は前述の通り日活であり、日活が配給した日活の製作物や輸入したパラマウント映画を上映した。
1917年（大正6年）には、当時、同府内に黄金館（のちの國都劇場、黄金町4丁目）を経営していた早川孤舟（早川増太郎）が、小林商会の小林喜三郎と組んで同館を買収した。早川は、内装と外装を回収し、同館を邦洋混映館から洋画専門館へとリニューアルした。同年4月6日付の『毎日申報』（のちの毎日新報）に掲載された同館の広告によれば、同日から同月8日までの3日間、「有樂館の名誉興行」と銘打ってイタリア映画の大作『カビリア』（監督ジョヴァンニ・パストローネ、イタリア公開1914年4月18日、日本公開1916年5月）を公開している。同作は、東京では小林喜三郎の小林商会が帝国劇場で興行した作品であり、京城での同上映では、天然色活動写真（天活）の「弁士長」である宮原保を招聘、早川孤舟が経営する早川演芸部洋劇部からは担当主任の薄田半曉、および主任弁士の南郷公利が映画説明（活弁）の舞台に立った。南郷公利はのちに黄金館の支配人を務める人物である。同館と黄金館との2館は、館内の伴奏楽団に本格的なオーケストラを導入、当時東京・銀座の金春館で人気であったブルーバード映画を導入、複数の弁士による連続活弁を行った。この時期、この2館は、同府内に存在した他の映画館を圧倒する勢いがあったという。
しかしながら1919年（大正8年）、早川は同館の経営に失敗し、同館を手放すことになる。同館を買収したのは、長崎県の萬國活動写真株式会社（萬活）で、同館は萬活と日活との共同経営となり、喜樂館と改称した。当時の日活作品は尾上松之助の全盛時代であり、もともと日本人街につくられた日本人向けの映画館であったために日本映画の需要は大きく、同館は再び同府内の他館を圧倒する勢いを吹き返した。同館の主任弁士であった南郷公利をはじめとする洋画系の映画説明者は、このとき黄金館に完全に移籍している。大正後期である1920年代に入ると、日活は同館のほかに木浦府（現在の木浦市）の喜樂館を含め、朝鮮に9館と契約し、配給網に収めている。1925年（大正14年）に発行された『日本映画年鑑 大正十三・四年』によれば、当時の同館の経営は横田商会・新田商会の共同経営とされており、興行系統は日活・ユニバーサル映画・パテー・フォックス映画（現在の20世紀フォックス）の4社であり、観客定員数は1,300名、従業員数は25名、うち映画説明者（弁士）が8名、楽士が8名であった。1927年（昭和2年）に発行された『日本映画事業総覧 昭和二年版』では、観客定員数は変わらず、興行系統が日活・ユニバーサル映画のみになっており、所有者・経営者が松田正雄の個人経営に変わっている。『日本映画事業総覧 昭和三・四年版』では松田正雄の個人経営のまま観客定員数が950名に減少、1930年（昭和5年）発行に発行された『日本映画事業総覧 昭和五年版』では、日活の直営、松田正雄の経営、支配人が蔵田徳二郎とされている。同年、同館の正面に位置した三越百貨店京城支店が転出して行った。
1940年（昭和15年）前後には間島梅吉の個人経営に代っている。第二次世界大戦が始まり、戦時統制が敷かれ、1942年（昭和17年）、日本におけるすべての映画が同年2月1日に設立された社団法人映画配給社の配給になり、映画館の経営母体にかかわらずすべての映画館が紅系・白系の2系統に組み入れられるが、『映画年鑑 昭和十七年版』には同館の興行系統については記述されていない。経営が間島に代ったほか、当時の支配人は高田先雄、観客定員数は1,050名に増えている。
1945年（昭和20年）、火災により全焼し、閉館した。
現在跡地には明洞ミリオレが建っている。